# Neutrofilní extracelulární past
Neutrofilní extracelulární pasti (z anglického Neutrophil extracellular traps, NETs) jsou sítě tvořené rozvolněným chromatinem s nímž asociují jaderné a granulární proteiny neutrofilů. Tyto komplexní 3D sítě uvolňují neutrofily v průběhu zánětlivé reakce a slouží primárně k zachycení a imobilizaci bakterií. Proces uvolnění NETs je považován za unikátní typ aktivní buněčné smrti, lišící se od apoptózy a nekrózy, nazvaný NETóza.
NETóza patří společně s fagocytózou a degranulací mezi mechanismy, jimiž neutrofily napomáhají eliminaci patogenních bakterií přítomných v organismu. NETs asociují s antimikrobiálními peptidy, přítomnými v granulách neutrofilů, čímž se zvyšuje jejich lokální koncentrace a tím schopnost poškozovat bakterie. Imobilizované bakterie jsou následně fagocytovány dalšími migrujícími neutrofily nebo přítomnými makrofágy. Výzkumy z posledních let ukázali asociaci deregulované aktivace neutrofilů, s ní spojené zvýšené míry NETózy a vysoké koncentrace NETs s určitými patologiemi. V laboratorních podmínkách se sítě NET formují po aktivaci forbol-myristát acetátem (PMA), interleukinem 8 (IL-8) nebo lipopolysacharidem (LPS).

## Mechanismus uvolnění neutrofilních extracelulárních pastí

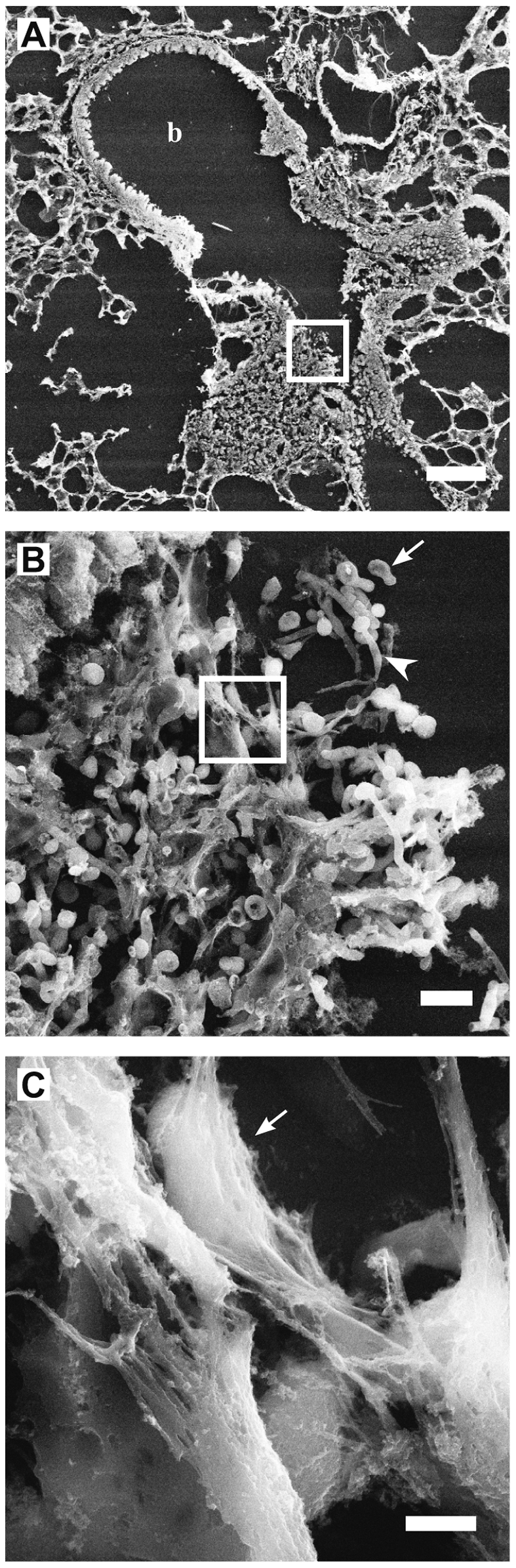
Neutrofilní extracelulární sítě obklopující patogenní houbu Candida albicans v infikované myší plíci zachycené pomocí skenovací elektronové mikroskopie (SEM).

Po aktivaci neutrofilů forbol-myristát acetátem (PMA) dochází k jejich sploštění, jádro ztrácí svůj tvar, jaderná membrána se rozpadá na malé vezikuly a dochází k dekondenzaci chromatinu. Společně s jadernou membránou se rozpadají i membrány granul neutrofilů, rozvolněný chromatin asociuje s antimikrobiálními peptidy a společně jsou uvolněny z buňky do mezibuněčného prostoru, kde tvoří komplexní 3D sítě. PMA mediovaná NETóza je závislá na aktivaci protein kinázy C (PKC) a produkci volných kyslíkových radikálů (reactive oxygen species, ROS) neutrofily. Pro dekondenzace chromatinu jsou esenciální neutrofilní elastáza (NE) a myeloperoxidáza (MPO), enzymy pocházející z azurofilních granul neutrofilů. Nejdříve dochází k NE zprostředkované degradaci H1 histonu a histonů tvořících jádro nukleozomu (H2A, H2B, H3, H4), což vede k rozvolnění chromatinu, které je navíc umocněné přítomností MPO. Dalším zúčastněným enzymem je peptidyl-arginin deimináza 4 (PAD4), která citrulinuje histon H3, což dále napomáhá k dekondenzaci chromatinu a následné NETóze, tedy uvolnění NETs z buňky.

### Složky neutrofilních extracelulárních pastí
Hlavní složkou NETs je DNA, neboli rozvolněný chromatin, který tvoří základ pro složité sítě. Inkubací NETs s DNázami a proteázami ukázalo, že pouze DNázy působí na NETs degradačním účinkem a inhibují jejich antimikrobiální funkce. Schopnost vyhnout se antimikrobiálnímu působení NETs, expresí vlastních DNáz, vyvinuli určité patogenní mikroorganismy, jako například Streptococcus suis. Patogen Actinobacillus pleuropneumoniae je schopný využít DNázy produkované S. suis při koinfekci nebo přímo DNázy svého hostitele.
Na DNA tvořící základ NETs adheruje více než 30 molekul, jejichž původ je v primárních a sekundárních granulách neutrofilů. Mezi hlavní enzymy a proteiny přítomné v NETs patří myeloperoxidáza, neutrofilní elastáza, katelicidiny, proteáza 3, katepsin G, laktoferin, želatináza a histony.

### Sebevražedná NETóza
Sebevražedná NETóza (z anglického suicidal NETosis) je nejlépe popsanou a prostudovanou formou uvolňování NETs, trvající přibližně 3-4 hodiny. Detailní mechanismus sebevražedné NETózy byl popsán již výše. Po rozpoznání patogenního mikroorganismu a aktivaci neutrofilu, dochází k poskládání NADPH oxidázy, která je esenciální pro aktivaci protein kinázy C, spouštějící signalizační kaskádu vedoucí k aktivaci PAD4. PAD4 společně s MPO a NE napomáhají rozvolnění chromatinu, jeho asociaci s antimikrobiálními peptidy z granul a následnému uvolnění komplexní sítě do extracelulárního prostoru.

### Vitální NETóza
Vitální NETóza (z anglického vital NETosis) byla takto pojmenována na základě pozorování, že neutrofily v určitých podmínkách po uvolnění obsahu svého jádra neumírají, ale naopak jsou schopné dále fagocytovat. V průběhu vitální NETózy nedochází k v prvních 5-60 minutách ke ztrátě integrity nukleární ani plasmatické membrány. Tento proces je navíc nezávislý na generaci ROS a na aktivaci signalizace iniciované PKC. Vitální NETóze předchází rozpoznání molekuly pomocí Toll-like receptorů (TLR) nebo receptoru pro C3 složku komplementu (C3R).
Další formou vitální NETózy, kdy nedochází k omezení životnosti neutrofilů, je mechanismum kdy neutrofily namísto jaderné DNA uvolňují DNA mitochondriální. Proces formování NETs z mitochondriální DNA je indukován stimulací neutrofilů GM-CSF a následné krátké stimulace TLR4 nebo C5aR na povrchu neutrofilů. Neutrofily takto stimulované a produkující NETs navíc vykazují prodlouženou životnost v porovnání s neutrofily, které NETs neuvolňují.

### ApoNETóza
ApoNETóza popisuje proces simultánního spuštění NETózy a apoptózy u neutrofilů v reakci na zvyšující se dávku UV záření. ApoNETóza je nezávislá na NADPH oxidáze, ale v jejím průběhu je zapotřebí ROS generovaných v mitochondrii, aktivace efektorových kaspáz 3/7 a aktivace proteinu p38, který iniciuje expresi mnoha transkripčních faktorů.

## Antimikrobiální aktivita
NETs odzbrojují patogeny pomocí antimikrobiálních proteinů, např. neutrofilní elastázy, katepsinu G nebo histonů, které mají vysokou afinitu pro DNA. Vysoká lokální koncentrace antimikrobiálních látek umožňuje odstranění patogenů vně buňky, nezávisle na fagocytóze. Zároveň slouží NETs i jako mechanická bariéra, která brání jednak dalšímu rozšíření patogenních mikroorganismů, jednak i potenciálnímu poškození vlastních buněk vypouštěnými cytolytickými enzymy. Samotná DNA vykazuje antimikrobiální aktivitu, neboť má schopnost neutralizovat positivně nabité ionty, narušit integritu membrány a lyzovat bakteriální buňky.
Jelikož byl mechanismus uvolnění NETs objeven v souvislosti s ochrannou proti bakteriím je antibakteriální funkce nejvíce prostudovanou. NETóza se uplatňuje jak v boji proti gram-pozitivním bakteriím, jako jsou Staphylococcus aureus, Streptococcus pneumoniae, Clostridioides difficile, Lactobacillus rhamnosus, Mycobacteriu tuberculosis, tak proti gram-negativním bakteriím, jako jsou Escherichia coli, Shigella flexneri, Salmonella typhimurium, Yersinia, Vibrio cholerae. NETs jsou ale účinné i proti virovým, houbovým a parazitárním infekcím. Antivirální mechanismy NETs byly prokázány u viru chřipky, viru Dengue, HIV a respiračního syncyciálního viru (RSV). Mezi další probádané infekční agens proti nimž se uplatňují NETs jsou houby Candida albicans, Aspergillus fumigatus a Cryptococcus neoformans a paraziti Plasmodium falciparum a Toxoplasma gondii.
Přestože původní výzkumy popsaly tvorbu NET sítí pouze ve tkáních podléhajících lokální bakteriální či kvasinkové infekci, ukázalo se, že NETs se mohou formovat i v krevním řečišti během sepse (především v plicních kapilárách a jaterních sinusoidách). Intravaskulární formace NETs je regulována pomocí krevních destiček, které rozpoznají infekci pomocí TLR4 receptoru a následně indukují NETózu. Tvorba sítí spuštěná krevními destičkami se objevuje velmi rychle, v řádu několika minut. Sítě NET utvořené v cévách pak slouží k zachycení proudících bakterií.

## Neutrofilní extracelulární pasti a onemocnění
Pokrok v imunofluorescenčních zobrazovacích metodách umožnil v posledních letech lepší zobrazení a kvantifikaci NETs. Spojení in vitro zobrazovacích metod s in vivo a in situ výzkumnými metodami odhalilo důležité mechanismy a funkce NETs ve fyziologických i patologických stavech.

#### Autoimunitní onemocnění a NETs
Zvýšená aktivace NETózy s ní spojený zvýšený výskyt NETs a porucha v jejich odbourávání přispívají k rozvoji patologického zánětu asociovaného s rozličnými autoimunitními poruchami. Mezi popsané poruchy patří například revmatoidní artritida (RA), systémový lupus erythematodes (SLE), psoriáza, dna nebo ANCA-asociovaná vaskulitida (AAV). NETs jsou zdrojem mnoha autoantigenů proti kterým se tvoří autoprotilátky nebo indukují tvorbu imunokomplexů. V případě RA se tvoří protilátky proti citrulinovaným proteinům (ACPA), protilátky proti MPO jsou detekovány u AAV a protilátky proti dvouřetězcové DNA (dsDNA) u SLE.

#### Kardiovaskulární onemocnění a NETs
NETs byly asociovány také s rozvojem trombózy a kardiovaskulárních onemocnění. NETs vážou sérové proteiny (fibronektin, Von Willebrandův faktor) nutné pro interakci a adhezi krevních destiček (trombocytů), což následně vede k aktivaci koagulační kaskády a tvorbě krevní sraženiny (trombu). Histony přítomné v NETs zvyšují depozici fibrinu a aktivují trombocyty, jejichž prostřednictvím dochází ke zvýšení hladin trombinu, což dále podněcuje koagulaci.